# Coupe de Belgique de football 2005-2006
La Coupe de Belgique 2005-2006 était la 52e édition de la Coupe de Belgique et a vu la victoire du SV Zulte Waregem au Stade Roi-Baudouin à Bruxelles.

## Finale
| Equipes                  | SV Zulte Waregem - Royal Excelsior Mouscron |
| Score                    | 2 - 1 (1 - 0) |
| Date                     | 13 mai 2006 |
| Stade                    | Stade Roi-Baudouin, Bruxelles 24.000 spectateurs |
| Buts                     | 11e Stefan Leleu 1-0, 62e Adnan Custovic 1-1, 91e Tim Matthys 2-1 |
| SV Zulte Waregem         | Pieter Merlier, Stijn Minne, Stefan Leleu, Tjörven De Brul, Frédéric Dupré; Stijn Meert, Ludwin Van Nieuwenhuyze, Matthieu Verschuere (70e Wouter Vandendriessche), Tony Sergeant, Tim Matthys; Ibrahim Salou Entraineur : Francky Dury                                        |
| Royal Excelsior Mouscron | Patrice Luzi; David Grondin, Olivier Besengez (60e Kevin Hatchi), Geoffray Toyes, Jean-Philippe Charlet (60e Patrick Dimbala); Fransisco Sanchez D'Avolio, Patrice Noukeu, Steve Dugardein, Jean-Félix Dorothée; Marcin Zewlakow, Adnan Custovic Entraineur : Gil Vandenbrouck |